# マーカス・アレン
マーカス・アレン (Marcus LeMarr Allen,1960年3月26日 - )は、カリフォルニア州サンディエゴ出身のアメリカンフットボールの元選手である。 1982年から1997年まで、NFLのロサンゼルス・レイダースやカンザスシティ・チーフスでランニングバック(RB)として活躍した。現役中、12,243ラッシングヤード、5,412レシービングヤード、145タッチダウンを記録し、1万ヤードランと5千ヤードレシーブを記録したNFL初の選手である。
またアレンは、ハイズマン賞受賞、全米大学王者、スーパーボウル制覇、スーパーボウルMVP、NFLシーズンMVPのすべてを獲得している。大学アメリカンフットボール殿堂とNFL殿堂の両方に選ばれている。

## 経歴

### 高校
サンディエゴのエイブラハム・リンカーン高校時代はクォーターバックとセイフティとしてプレーした。1977年のCIF
CIFタイトルゲームではランで5タッチダウン、1インターセプトに加えて195ヤードを走る活躍を見せた。

### 大学
1978年から1981年までUSCトロージャンズでプレーした。当初はセイフティとしてリクルートされた彼をジョン・ロビンソンヘッドコーチがテイルバックにコンバートした。
1年次の1978年はその年ハイズマン賞を受賞するチャールズ・ホワイトの控えを務めた。チームは全米チャンピオンとなった。
2年次の1979年はフルバックとして起用された。3年次の1980年にテイルバックの先発選手となり全米3位の1,563ヤードを走った（サウスカロライナ大学のジョージ・ロジャースが1,781ヤード、ジョージア大学のハーシェル・ウォーカーが1,616ヤードを走った）。
4年次の1981年に2,342ヤードを走った。この年の活躍でハイズマン賞、マックスウェル賞、ウォルター・キャンプ賞を受賞した。
4年間で通算4,664ヤードを走りランとレシーブで46タッチダウンをあげた。12試合で200ヤード以上を走っており、これはリッキー・ウィリアムズ、ロン・デインと並ぶNCAA記録である。
後に彼の背番号33番は永久欠番となった。

### ロサンゼルス・レイダース
1982年のNFLドラフト1巡全体10位でロサンゼルス・レイダースに指名されて入団した。ストライキが起きてシーズンが短縮されたこの年、697ヤードを走りNFL最優秀新人攻撃選手に選ばれた。チームはAFCトップの8勝1敗でプレーオフに進出したが、ディビジョナルプレーオフでニューヨーク・ジェッツに敗れた。
1983年、初の1000ヤードラッシャーとなった。1984年1月22日の第18回スーパーボウルで191ヤードを走り2タッチダウンをあげてMVPに選ばれた。彼のあげた74ヤードのタッチダウンラン記録は第40回スーパーボウルでウィリー・パーカーが75ヤードのタッチダウンラン、ラン獲得191ヤードは第22回スーパーボウルでティミー・スミスが204ヤードを走るまでスーパーボウル記録であった。
1984年は1,168ヤードを走り18タッチダウンをあげた。
1985年は9試合連続で100ヤード以上を走るなど、1,759ヤードを走り11タッチダウン、シーズンMVPに選ばれた。
1987年から1990年まではボー・ジャクソンと併用されて彼の出場機会は減っていった。この間、オーナーのアル・デービスとも関係性が悪くなった。1989年はひざの負傷でシーズンの大部分を欠場した。

### カンザスシティ・チーフス
1993年、カンザスシティ・チーフスに加入、764ヤードを走り、12タッチダウンをあげた。ジョー・モンタナも加入したチームはAFCチャンピオンシップゲームまで進出した。この年彼はプロフットボールライター協会からカムバック賞に選ばれた。エリック・ディッカーソンが1993年に引退したため現役選手として通算ラン獲得ヤードトップとなった。この記録は1997年の第1週にバリー・サンダースに更新された。1997年シーズン終了後に現役を引退した。

### 現役引退後
1999年にスポーティングニューズから偉大な100人のアメリカンフットボール選手の72位に選ばれた。
2003年、プロフットボール殿堂入りを果たした。また、2007年にカリフォルニア州のスポーツ殿堂入りを果たした。

## 家族
弟のデイモン・アレンはカナディアン・フットボール・リーグの殿堂入りを果たしたQBである。

## 成績
| 年     | チーム | 試合 | 試合 | ラン  | ラン   | ラン | ラン | ラン | レシーブ | レシーブ | レシーブ | レシーブ | レシーブ |
| 年     | チーム | G    | GS   | Att   | Yds    | Avg  | Lng  | TD   | Rec      | Yds      | Avg      | Lng      | TD       |
| ------ | ------ | ---- | ---- | ----- | ------ | ---- | ---- | ---- | -------- | -------- | -------- | -------- | -------- |
| 1982   | RAI    | 9    | 9    | 160   | 697    | 4.4  | 53   | 11   | 38       | 401      | 10.6     | 51       | 3        |
| 1983   | RAI    | 16   | 15   | 266   | 1,014  | 3.8  | 74   | 9    | 68       | 590      | 8.7      | 36       | 2        |
| 1984   | RAI    | 16   | 16   | 275   | 1,168  | 4.2  | 52   | 13   | 64       | 758      | 11.8     | 92       | 5        |
| 1985   | RAI    | 16   | 16   | 380   | 1,759  | 4.6  | 61   | 11   | 67       | 555      | 8.3      | 44       | 3        |
| 1986   | RAI    | 13   | 10   | 208   | 759    | 3.6  | 28   | 5    | 46       | 453      | 9.8      | 36       | 2        |
| 1987   | RAI    | 12   | 12   | 200   | 754    | 3.8  | 44   | 5    | 51       | 410      | 8.0      | 39       | 0        |
| 1988   | RAI    | 15   | 15   | 223   | 831    | 3.7  | 32   | 7    | 34       | 303      | 8.9      | 30       | 1        |
| 1989   | RAI    | 8    | 5    | 69    | 293    | 4.2  | 15   | 2    | 20       | 191      | 9.6      | 26       | 0        |
| 1990   | RAI    | 16   | 15   | 179   | 682    | 3.8  | 28   | 12   | 15       | 189      | 12.6     | 30       | 1        |
| 1991   | RAI    | 8    | 2    | 63    | 287    | 4.6  | 26   | 2    | 15       | 131      | 8.7      | 25       | 0        |
| 1992   | RAI    | 16   | 0    | 67    | 301    | 4.5  | 21   | 2    | 28       | 277      | 9.9      | 40       | 1        |
| 1993   | KC     | 16   | 10   | 206   | 764    | 3.7  | 39   | 12   | 34       | 238      | 7.0      | 18       | 3        |
| 1994   | KC     | 13   | 13   | 189   | 709    | 3.8  | 36   | 7    | 42       | 349      | 8.3      | 38       | 0        |
| 1995   | KC     | 16   | 15   | 207   | 890    | 4.3  | 38   | 5    | 27       | 210      | 7.8      | 20       | 0        |
| 1996   | KC     | 16   | 15   | 206   | 830    | 4.0  | 35   | 9    | 27       | 270      | 10.0     | 59       | 0        |
| 1997   | KC     | 16   | 0    | 124   | 505    | 4.1  | 30   | 11   | 11       | 86       | 7.8      | 18       | 0        |
| Career | Career | 222  | 168  | 3,022 | 12,243 | 4.1  | 74   | 123  | 587      | 5,411    | 9.2      | 92       | 21       |